# Sächsisches Ständehaus

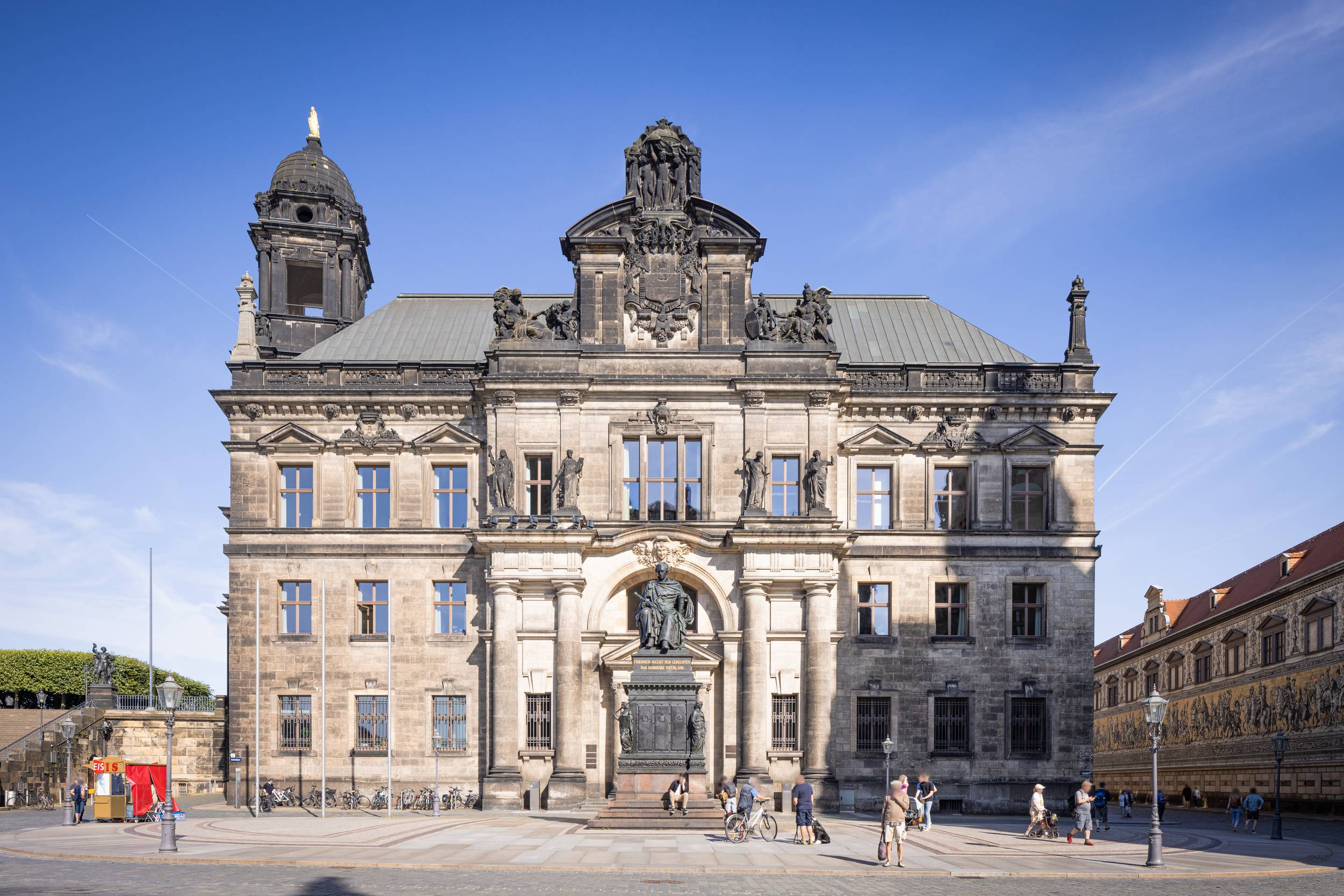
Ständehaus

Das Ständehaus ist ein ehemaliges Parlamentsgebäude am Schloßplatz in Dresden. Der Neubarockbau wurde 1901 bis 1907 durch König Albert von Paul Wallot für den Sächsischen Landtag geschaffen. Es ist heute Sitz des Landesamts für Denkmalpflege Sachsen und des Oberlandesgerichts Dresden.

## Geschichte und Beschreibung
Das Ständehaus liegt zwischen Brühlscher Terrasse, Brühlscher Gasse, Augustusstraße und Schloßplatz. Zum Schloßplatz hin befindet sich der Haupteingang. Das Ständehaus steht hinter dem westlichen Abschluss der Brühlschen Terrasse, im Osten schließt sich die Sekundogenitur an. Für den Bau des Ständehauses wurden das Brühlsche Palais, das Fürstenbergsche Haus und das Charonsche Haus abgetragen. Von 1901 bis 1907 wurde nach Entwurf von Paul Wallot das Ständehaus als Sitz des Sächsischen Landtags errichtet, dessen bisheriger Tagungsort im Landhaus war. Am 14. Oktober 1907 fand im Ständehaus die erste Sitzung des Sächsischen Landtags statt.
Das Gebäude ist als streng gegliederter, dreigeschossiger Bau errichtet, der mit Sandstein verkleidet ist. Der Grundriss ist trapezförmig. Auf dem seitlich versetzten Turm steht die vergoldete Figur der Saxonia von Johannes Schilling. Der Architekt Wilhelm Kreis entwarf den Sitzungssaal des Ständehauses. Aus dem abgetragenen Palais Brühl wurden zwei Sandsteinfiguren (Meleager und Atalante) von Lorenzo Mattielli (1746), die am Eingangsportal standen, und weiterer plastischer Schmuck von Johann Gottfried Knöffler ins Ständehaus überführt. An der künstlerischen Ausstattung des Hauses wirkten außer Richard Riemerschmid zahlreiche weitere namhafte Maler und Bildhauer mit. Auf dem Vorplatz des Haupteingangs wurde am 23. April 1906 das Reiterstandbild für König Albert von Sachsen enthüllt. 
| Entstehungsjahr | Ort                               | Werk, Figur                        | Künstler                 |
| --------------- | --------------------------------- | ---------------------------------- | ------------------------ |
| 1905            | Turmbekrönung                     | Saxonia                            | Johannes Schilling       |
| 1905            | Portal                            | Nährstand                          | Hans Hartmann-McLean     |
| 1905            |                                   | Wehrkraft, Kunst, Handwerk         | Heinrich Wedemeyer       |
| 1905            |                                   | Wahrheit                           | Selmar Werner            |
| 1905            |                                   | Gerechtigkeit                      | August Schreitmüller     |
| 1905            |                                   | Gesetz                             | Heinrich Epler           |
| 1905            |                                   | Standhaftigkeit, Jagd, Schifffahrt | Oskar Rühm               |
| 1905            |                                   | Landwirtschaft                     | Peter Pöppelmann         |
| 1905            |                                   | Industrie                          | Ernst Paul               |
| 1905            | Arkaden                           | Löwenköpfe                         | Ernst Hottenroth         |
| 1906            |                                   | Majestätswappen                    | Karl Groß, August Hudler |
| 1906            |                                   | Saxonia                            | Bruno Hermann Fischer    |
| 1906            |                                   | Giganten                           | Selmar Werner            |
| 1907            |                                   | Atlanten                           | Friedrich Offermann      |
| 1907            | Konversationszimmer der 1. Kammer | Wandmalereien                      | Otto Gussmann            |
| 1907            | Plenarsaal der 2. Kammer          | Gemälde                            | Hermann Prell            |

## Zerstörung und Wiederaufbau
Nach weniger als 26 Jahren fand zu Beginn der NS-Diktatur am 21. Februar 1933 die letzte Landtagssitzung statt. Im Anschluss residierte hier Gauleiter Martin Mutschmann als Reichsstatthalter Sachsens. Bei den Luftangriffen auf Dresden im Februar 1945 wurde das Ständehaus schwer beschädigt. Nach dem behelfsmäßigen Wiederaufbau in den 1950er Jahren waren die Deutsche Fotothek, das Museum für Tierkunde Dresden, das Museum für Mineralogie und Geologie Dresden sowie das heutige Landesamt für Denkmalpflege Sachsen im Ständehaus untergebracht. Das Museum für Tierkunde zog 1957 und das Museum für Mineralogie und Geologie 1959 in das Ständehaus. Im Jahr 1999 zogen beide Museen in das neu geschaffene Depot in Klotzsche. Die Bestände der Deutschen Fotothek gehören zur SLUB Dresden und sind in deren Zentralbibliothek am Zelleschen Weg 18 untergebracht.
Von 1996 bis 2001 wurde das Gebäude umgebaut. Dabei entstand an der Stelle des großen Plenarsaals der sogenannte Gerichtssaalkubus mit sieben Gerichtssälen. Er wurde als „Haus im Haus“ auf einem eigenen Fundament errichtet. An der Stelle des kleinen Landtagssaales entstand der Große Saal im zweiten Stock als Festraum. Ihn dominieren kräftig rote Wandscheiben, die von silberfarbenen Edelstahlfiguren der Künstlerinnen Angela Hampel und Gudrun Trendafilov geschmückt werden. Auch gegenüber im Begegnungsraum des Landtages findet sich Kunst im Bau, dieselben Künstlerinnen haben mit Schablonenmalerei einen umlaufenden Figurenfries gestaltet. Marion Hempel gestaltete das Farbglasfenster „Recht und Gesetz“ im Foyer. Anstelle des 1951 zerstörten Albert-Denkmals wurde 2008 auf dem Vorplatz das Friedrich-August-Denkmal aufgestellt.
Das Gebäude wird aktuell hauptsächlich durch das Oberlandesgericht Dresden genutzt. Auch das Landesamt für Denkmalpflege hat seinen Sitz im Ständehaus. Zudem unterhält der Präsident des Sächsischen Landtags in Anknüpfung an die parlamentarische Tradition des Hauses hier einige repräsentative Räume.

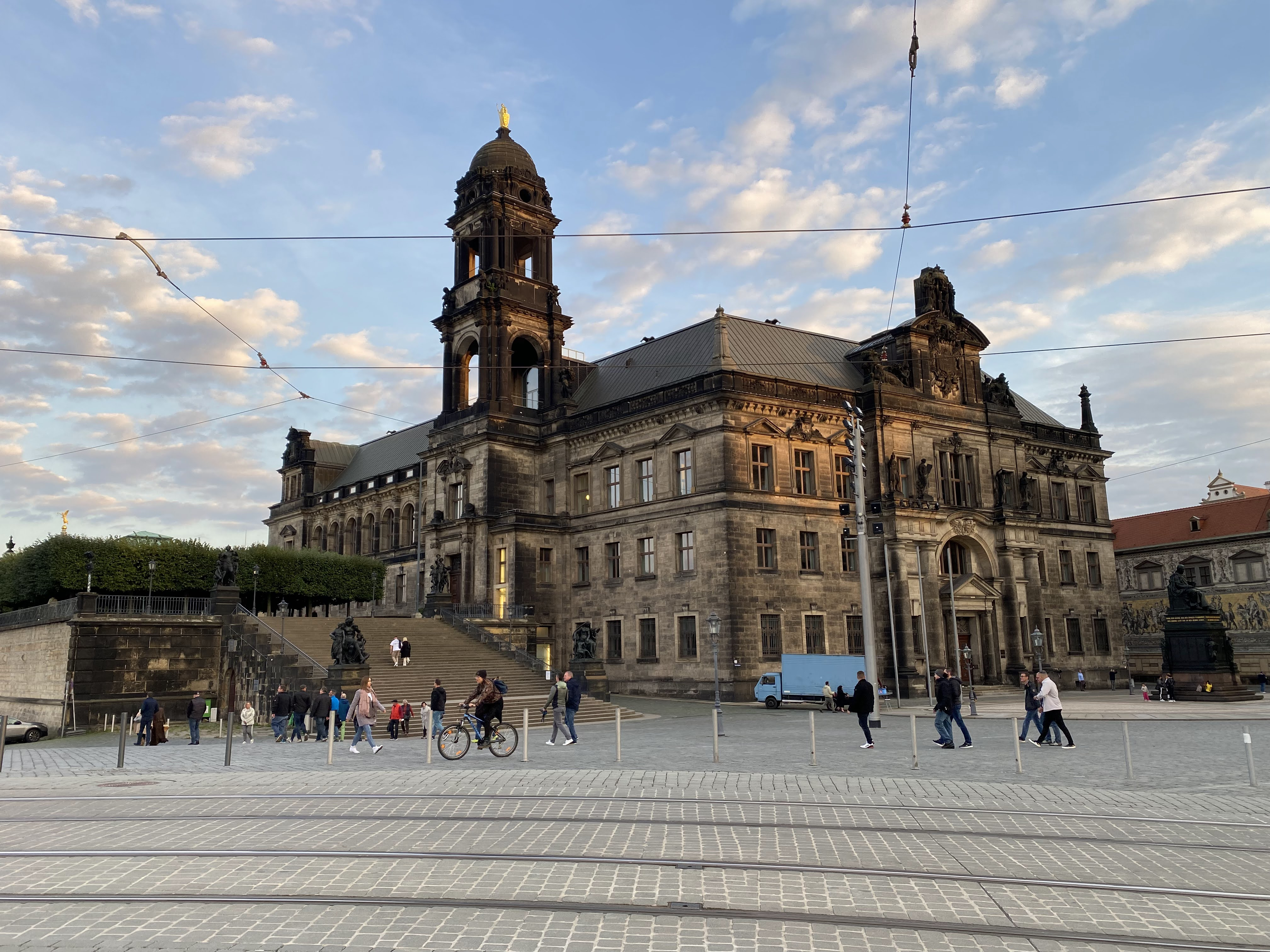
Ansicht von der Augustusbrücke
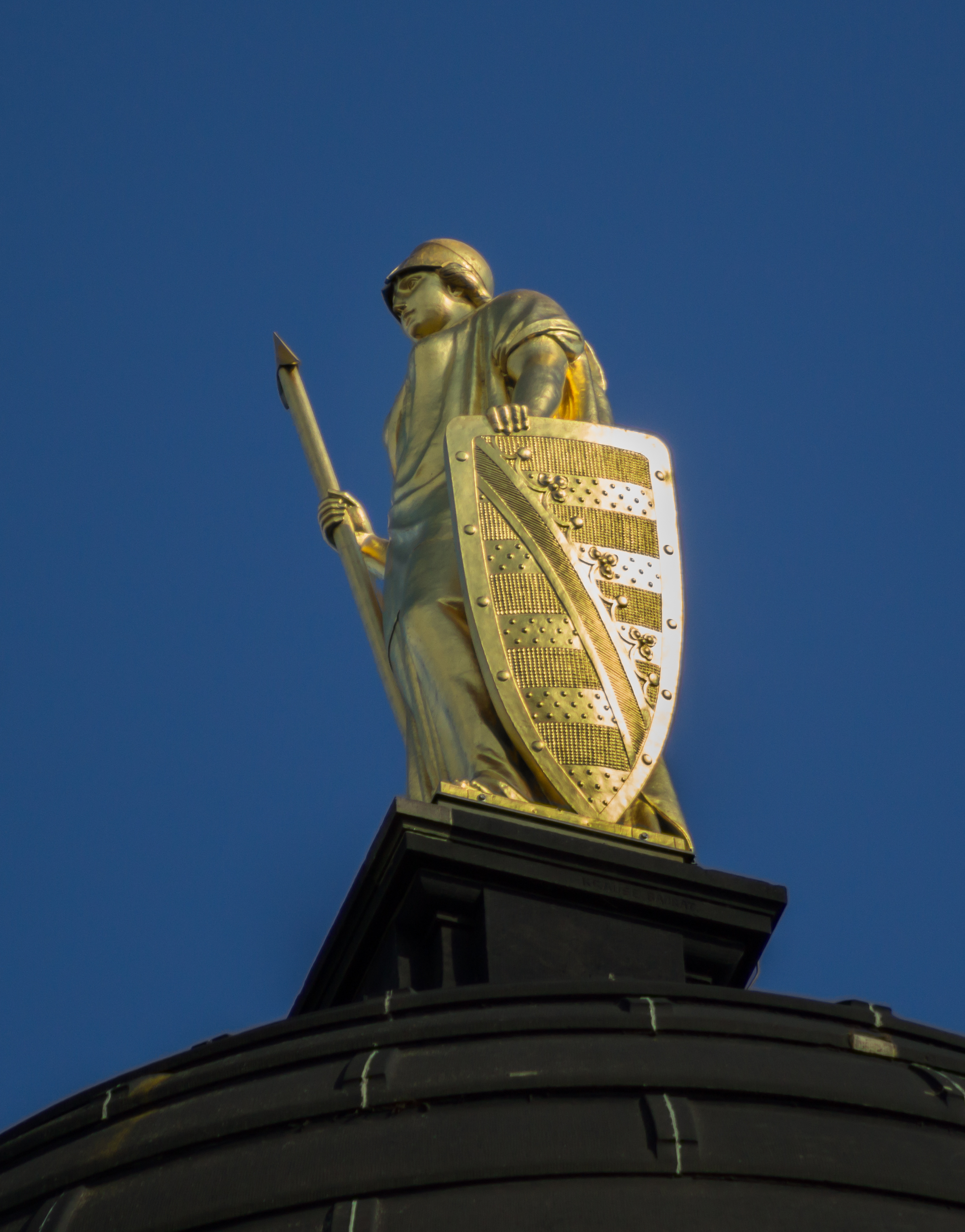
Saxonia-Statue auf dem Turm
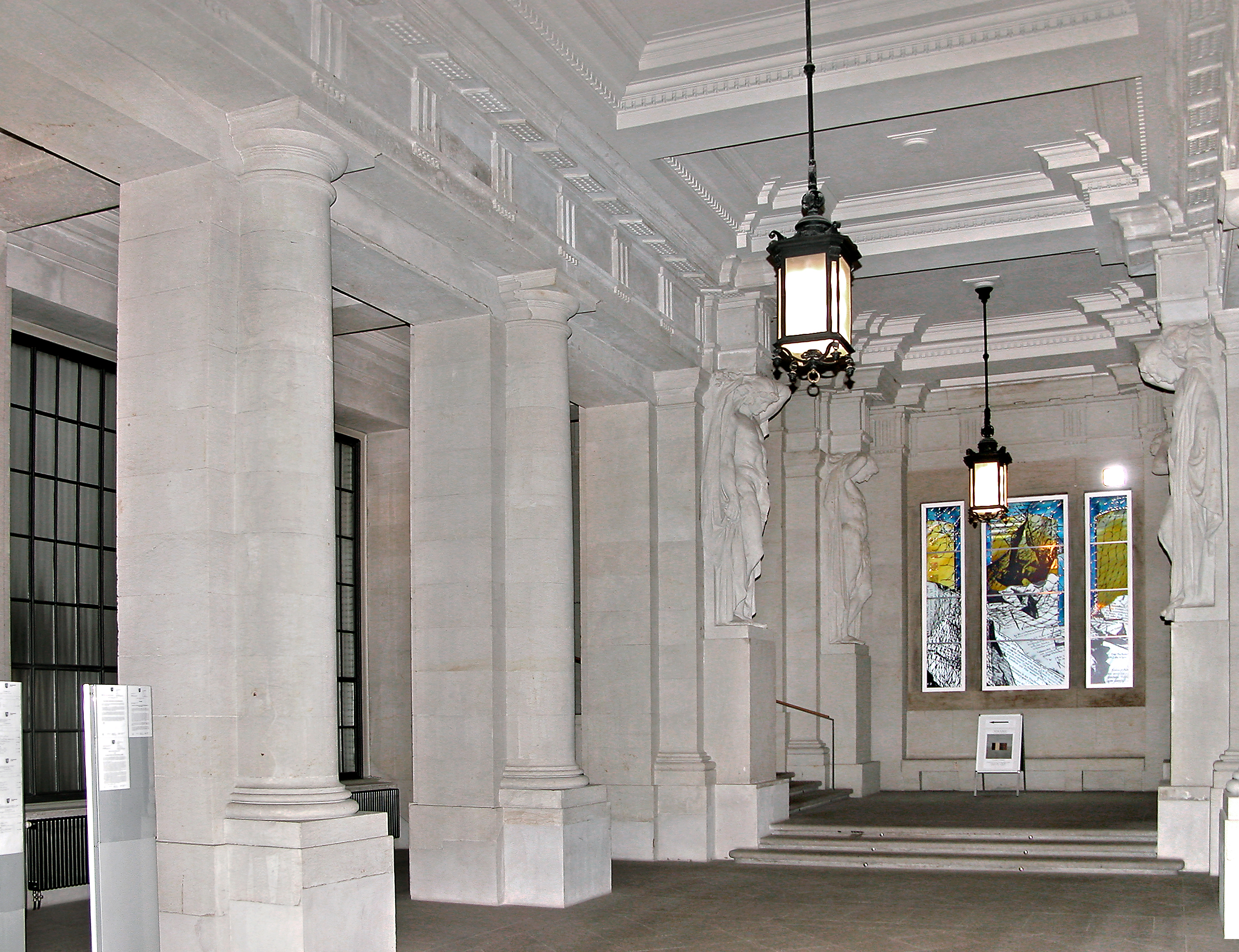
Vestibül des Ständehauses